# 増田金作
増田 金作（ますだ きんさく、1877年〈明治10年〉2月26日 - 1947年〈昭和22年〉4月20日）は、日本の政治家。衆議院議員（1期）、群馬県会議員（3期）、群馬県利根郡沼田町長、白沢村長。

## 経歴
群馬県利根郡白沢村上古語父に、増田仁兵衛の次男として生まれる。兄・武市は群馬県会議員や白沢村長を務めた。沼田町の育修館（群馬県立沼田高等学校の前身）を卒業。
1907年（明治42年）4月に白沢村収入役となり、1908年（明治44年）10月利根郡会議員に当選。1912年（明治45年）、1920年（大正9年）、1923年（大正12年）の3度にわたり白沢村長に選出された。1917年（大正6年）には白沢村会議員となっている。1917年（大正6年）群馬県会議員に当選し、1923年（大正12年）と1927年（昭和2年）にも当選し、参事会員となる。
1932年（昭和7年）の第18回衆議院議員総選挙において群馬1区（当時）から立憲政友会公認で立候補して当選。1936年の第19回衆議院議員総選挙で落選した。
1934年（昭和9年）より沼田町長を務め、群馬県町村会利根支部長となった。
ほかに郡農会議員、県農会議員、所得税調査委員、群馬県山林会委員、群馬県治山協会委員、群馬県小作調停委員、同自作農創設委員、同耕地協会委員、群馬県町村会評議員などを歴任。
功績としては、三国街道や金精峠の国道編入が特筆される。
1947年（昭和22年）病没。戒名は賢聖院厚徳金剛居士。

## 栄典
- 1928年（昭和3年）11月16日 - 大礼紀念章[3]
- 1934年（昭和9年） - 勲四等瑞宝章[2]
- 1934年（昭和9年）3月1日 - 満洲国建国功労章[3]
- 1944年（昭和19年）9月21日 - 満州国皇帝訪日紀念章[3]